# 后山岛
后山岛是山东省东平县的东平湖中一个小岛，位于东平湖西部，在土山岛的西北方向。高约40.6米，土为紫红色砂岩土，岛上无人居住。